# کنستانتین نوولین
کنستانتین نوولین (انگلیسی: Konstantin Nevolin؛ 1806 – Oct. 6 (18), ۱۸۵۵) تاریخ‌نگار اهل امپراتوری روسیه بود.